# Kukavica (biljni rod)
Kukavica (daktilorhiza; lat. Dactylorhiza),  biljni rod iz porodice kaćunovki. Rod Coeloglossum ugrađen je u njega. 
U Hrvatskoj raste nekoliko vrsta 

## Vrste
1. Dactylorhiza aristata (Fisch. ex Lindl.) Soó
2. Dactylorhiza armeniaca Hedrén
3. Dactylorhiza baumanniana J.Hölz. & Künkele
4. Dactylorhiza bucovina Kreutz, Bobocea & Bradeanu
5. Dactylorhiza cantabrica H.A.Pedersen
6. Dactylorhiza cordigera (Fr.) Soó, srcolika kukavica
7. Dactylorhiza cyrnea Foelsche & Cord-Landwehr
8. Dactylorhiza elata (Poir.) Soó
9. Dactylorhiza euxina (Nevski) Czerep.
10. Dactylorhiza foliosa (Rchb.f.) Soó
11. Dactylorhiza fuchsii (Druce) Soó , Fuchsova kukavica
12. Dactylorhiza gervasiana (Tod.) H.Baumann & Künkele
13. Dactylorhiza hatagirea (D.Don) Soó
14. Dactylorhiza iberica (M.Bieb. ex Willd.) Soó
15. Dactylorhiza incarnata (L.) Soó, kukuljičasta kukavica
16. Dactylorhiza insularis (Sommier) Landwehr
17. Dactylorhiza isculana Seiser
18. Dactylorhiza kafiriana Renz
19. Dactylorhiza kalopissii E.Nelson
20. Dactylorhiza kerryensis (Wilmott) P.F.Hunt & Summerh.
21. Dactylorhiza lapponica (Laest. ex Hartm.) Soó
22. Dactylorhiza maculata (L.) Soó, pjegava kukavica
23. Dactylorhiza magna (Czerniak.) Ikonn.
24. Dactylorhiza majalis (Rchb.) P.F.Hunt & Summerh., širokolisna kukavica
25. Dactylorhiza maurusia (Em. & Maire) Holub
26. Dactylorhiza nieschalkiorum H.Baumann & Künkele
27. Dactylorhiza osmanica (Klinge) Soó
28. Dactylorhiza praetermissa (Druce) Soó
29. Dactylorhiza purpurella (T.Stephenson & T.A.Stephenson) Soó
30. Dactylorhiza romana (Sebast.) Soó, rimska kukavica
31. Dactylorhiza ruthei (M.Schultze ex R.Ruthe) Soó
32. Dactylorhiza saccifera (Brongn.) Soó, vrećasta kukavica
33. Dactylorhiza sajanensis Stepanov
34. Dactylorhiza salina (Turcz. ex Lindl.) Soó
35. Dactylorhiza sambucina (L.) Soó, bazgina kukavica
36. Dactylorhiza sibirica Efimov
37. Dactylorhiza sphagnicola (Höppner ex Soó) Aver.
38. Dactylorhiza stortonii Benigni, Mandozzi, Monaldi, Barigelli & Petroselli
39. Dactylorhiza traunsteineri (Saut. ex Rchb.) Soó, Traunsteinerova kukavica
40. Dactylorhiza traunsteinerioides (Pugsley) R.M.Bateman & Denholm
41. Dactylorhiza umbrosa (Kar. & Kir.) Nevski
42. Dactylorhiza urvilleana (Steud.) H.Baumann & Künkele
43. Dactylorhiza viridis (L.) R.M.Bateman, Pridgeon & M.W.Chase, zeleni šupljojezik
44. Dactylorhiza vironii Kreutz
45. Dactylorhiza ×abantiana H.Baumann & Künkele
46. Dactylorhiza ×abeliana (Klotzsch) Peitz
47. Dactylorhiza ×aldenii H.Baumann
48. Dactylorhiza ×altobracensis (Coste & Soulié) Soó
49. Dactylorhiza ×alutiiqorum (A.Baum & H.Baum) J.M.H.Shaw
50. Dactylorhiza ×ambigua (A.Kern.) H.Sund.
51. Dactylorhiza ×aschersoniana (Hausskn.) Borsos & Soó
52. Dactylorhiza ×baicalica Aver.
53. Dactylorhiza ×balabaniana H.Baumann
54. Dactylorhiza ×bayburtiana H.Baumann
55. Dactylorhiza ×beckeriana (Höppner) Soó
56. Dactylorhiza ×boluiana H.Baumann
57. Dactylorhiza ×braunii (Halácsy) Borsos & Soó
58. Dactylorhiza ×breviceras Renz & Taubenheim
59. Dactylorhiza ×carnea Soó
60. Dactylorhiza ×conigera (Norman) B.Bock
61. Dactylorhiza ×csatoi (Soó) Soó
62. Dactylorhiza ×daunia W.Rossi, Ard., Cianchi, Piemont. & Bullini
63. Dactylorhiza ×delamainii (G.Keller ex T.Stephenson) Soó
64. Dactylorhiza ×dinglensis (Wilmott) Soó
65. Dactylorhiza ×drucei (A.Camus) Eccarius
66. Dactylorhiza ×dubreuilhii (G.Keller & Jeanj.) Soó
67. Dactylorhiza ×dufftii (Hausskn.) Peitz
68. Dactylorhiza ×elcitoi Benigni, Barigelli & Petroselli
69. Dactylorhiza ×erdingeri (A.Kern.) B.Bock
70. Dactylorhiza ×estonica (Klinge) Jagiello & Kuusk
71. Dactylorhiza ×flixensis (Gsell) Soó
72. Dactylorhiza ×formosa (T.Stephenson & T.A.Stephenson) Soó
73. Dactylorhiza ×fourkensis B.Willing & E.Willing
74. Dactylorhiza ×gabretana (A.Fuchs) Soó
75. Dactylorhiza ×godferyana (Soó) Peitz
76. Dactylorhiza ×grandis (Druce) P.F.Hunt
77. Dactylorhiza ×guilhotii (E.G.Camus) B.Bock
78. Dactylorhiza ×guillaumeae C.Bernard
79. Dactylorhiza ×gustavssonii H.Baumann
80. Dactylorhiza ×hallii (Druce) Soó
81. Dactylorhiza ×hepburnii (Druce) Soó
82. Dactylorhiza ×insignis (T.Stephenson & T.A.Stephenson) Soó
83. Dactylorhiza ×jenensis (Brand) Soó
84. Dactylorhiza ×jestrebiensis Businsky
85. Dactylorhiza ×juennensis Perko
86. Dactylorhiza ×katarana H.Baumann
87. Dactylorhiza ×kelleriana (Cif. & Giacom.) Soó
88. Dactylorhiza ×kerneriorum (Soó) Soó
89. Dactylorhiza ×komiensis Aver.
90. Dactylorhiza ×kopdagiana H.Baumann
91. Dactylorhiza ×koutsourana B.Willing & E.Willing
92. Dactylorhiza ×krylovii (Soó) Soó
93. Dactylorhiza ×kuehnensis Presser & Riech.
94. Dactylorhiza ×kuuskiae E.Breiner & R.Breiner
95. Dactylorhiza ×latirella (P.M.Hall) Soó
96. Dactylorhiza ×megapolitana (Bisse) Soó
97. Dactylorhiza ×metsowonensis B.Baumann & H.Baumann
98. Dactylorhiza ×mixta (Asch. & Graebn.) B.Bock
99. Dactylorhiza ×naris W.Rossi & Mazzola
100. Dactylorhiza ×nevskii H.Baumann & Künkele
101. Dactylorhiza ×ornonensis (G.Keller & Jeanj.) Soó
102. Dactylorhiza ×panoramica Willing
103. Dactylorhiza ×paridaeniana Kreutz
104. Dactylorhiza ×perez-chiscanoi F.M.Vázquez
105. Dactylorhiza ×predaensis (Gsell) Soó ex Rauschert
106. Dactylorhiza ×prochazkana Businsky
107. Dactylorhiza ×reitaluae Hennecke, E.Breiner & R.Breiner
108. Dactylorhiza ×renzii H.Baumann & Künkele
109. Dactylorhiza ×rizeana Renz & Taubenheim
110. Dactylorhiza ×rombucina (Cif. & Giacom.) Soó
111. Dactylorhiza ×ruppertii (M.Schultze) Borsos & Soó
112. Dactylorhiza ×salictina B.Willing & E.Willing
113. Dactylorhiza ×samnaunensis (Gsell) Soó
114. Dactylorhiza ×serbica (H.Fleischm.) Soó
115. Dactylorhiza ×serreana H.Baumann
116. Dactylorhiza ×sivasiana Baumann & Künkele ex Renz & Taubenheim
117. Dactylorhiza ×sooi (Ruppert ex Soó) Soó
118. Dactylorhiza ×souflikensis B.Willing & E.Willing
119. Dactylorhiza ×stagni-novi D.Tyteca & Gathoye
120. Dactylorhiza ×stenostachys (Murr) Rauschert
121. Dactylorhiza ×surensis (Gsell) Soó
122. Dactylorhiza ×szaboiana (Soó) Soó
123. Dactylorhiza ×transiens (Druce) Soó
124. Dactylorhiza ×turcestanica (G.Keller & Soó) Oddone
125. Dactylorhiza ×vallis-peenae Kümpel
126. Dactylorhiza ×venusta (T.Stephenson & T.A.Stephenson) Soó
127. Dactylorhiza ×vermeuleniana Soó
128. Dactylorhiza ×viridella (Hesl.-Harr.) Oddone
129. Dactylorhiza ×vitosana H.Baumann
130. Dactylorhiza ×vogtiana H.Baumann
131. Dactylorhiza ×vorasica B.Willing & E.Willing
132. Dactylorhiza ×weissenbachiana Perko
133. Dactylorhiza ×wiefelspuetziana D.Tyteca

## Sinonimi
- Coeloglossum Hartm.; Handb. Skand. Fl. ed. I, 329 (1820)
- Dactylorchis (Klinge) Verm.; Stud. Dactylorch. 64 (1947)
- Diplorrhiza Ehrh.; Beitr. Naturk. Verw. Wiss. 4: 147 (1789)
- Entaticus Gray; Nat. Arr. Brit. Pl. 2: 198 (1821 publ. 1822), nom. superfl.
- Satorkis Thouars; Nouv. Bull. Sci. Soc. Philom. Paris 1: 316 (1809), nom. superfl.
- Satyrium L.; Sp. Pl.: 944 (1753), nom. rej.
- Streptogyne Rchb.f.; Deut. Bot. Herb.-Buch: 50 (1841)
- ×Coeloglossorchis Guétrot; Pl. Hybr. France 2: 57 (1927)
- ×Dactyloglossum P.F.Hunt & Summerh.; Watsonia 6: 132 (1965)
- ×Orchicoeloglossum Asch. & Graebn.; Syn. Mitteleur. Fl. 3: 846 (1907)